# 副雄黄
副雄黄（英語：Pararealgar）是一种含砷硫化物矿物，化学式为As4S4，也表示为AsS。由雄黄在光照下逐渐形成。它的名字来源于它的元素组成与雄黄相同。质地柔软，莫氏硬度1-1.5，呈黄橙色，单斜棱柱状晶体，极脆，易碎成粉末。
它是砷的硫化物之一，也是As4S4的两种异构体之一。它在其对称异构体暴露于光下形成。